# 2002年冬季残疾人奥林匹克运动会白俄罗斯代表团
2002年冬季残疾人奥林匹克运动会白俄罗斯代表团是白俄罗斯派出的2002年冬季残疾人奥林匹克运动会代表团。获得1枚金牌和1枚银牌。